# Estación de Sotuta
Sotuta fue una estación de trenes que se encuentra en Sotuta, Yucatán.

## Historia
La estación se edificó sobre la línea Acanceh-Sotuta, perteneciente al antiguo Ferrocarril de Mérida-Peto. El 27 de marzo de 1878 se concedió permiso a los señores Agustín del Río y Vicente Mendez Echazarreta, en representación del Gobierno del Estado de Yucatán, para la construcción de un ferrocarril entre la Ciudad de Mérida y la Villa de Peto, pasando por Ticul y Tekax.